# Sroków
Sroków – część wsi Goszczowa w Polsce, położona w województwie łódzkim, w powiecie radomszczańskim, w gminie Wielgomłyny, wchodzi w skład sołectwa Goszczowa.
W latach 1975–1998 Sroków należał administracyjnie do województwa piotrkowskiego.